# Sherlock Holmes : Le Secret de la Reine
Sherlock Holmes : Le Secret de la Reine est un jeu vidéo pour Nintendo DS de type casual game, développé par le studio Frogwares. Le jeu a été annoncé par le développeur le 1er mars 2010, et est sorti en France le 24 juin 2010.
Le jeu est sorti en anglais sous le titre Sherlock Holmes and the Mystery of Osborne House, et s'est vendu dans le monde entier à environ 170 000 exemplaires selon le site gamrReview, dont les statistiques sont cependant souvent sujettes à caution.

## Promotion
Au cours du développement du jeu, plusieurs captures d'écran du jeu ont été dévoilées pour attirer l'attention des joueurs. À la veille de la sortie du jeu, le 23 juin 2010, un trailer officiel a été mis en ligne par le développeur.